# Mapa da Violência
Mapa da Violência é uma série de estudos publicados desde 1998, inicialmente com apoio da Organização das Nações Unidas para a Educação, a Ciência e a Cultura (Unesco), do Instituto Ayrton Senna e da Faculdade Latino-Americana de Ciências Sociais (FLACSO), entre outras entidades, e, mais recentemente, publicados pelo governo brasileiro. O sociólogo Julio Jacobo Waiselfisz é o responsável pela pesquisa.
O levantamento mais recente corresponde ao ano de 2014. Contém a evolução das taxas de mortalidade nos estados e municípios brasileiros com mais de dez mil habitantes e as mortes causadas por homicídio na população total e na população jovem (de 15 a 24 anos); mortes causadas por acidentes de transporte e suicídios. Desde 1999, a violência no Brasil deixou de se concentrar nas grandes cidades e atingiu também o interior dos Estados.
Existe uma versão do estudo que tem como enfoque os jovens da América Latina. Trata-se de Mapa da Violência: os jovens da América Latina, também de autoria de Jacobo Waiselfisz. Analisa a mortalidade causada por homicídios, pelo uso de armas de fogo, por suicídios e por acidentes de transporte, com foco nos óbitos juvenis (de 15 a 24 anos) em 83 países do mundo, principalmente em 16 países da América Latina. O estudo levanta as especificidades da região para explicar os altos níveis de violência verificados.

## Estudos semelhantes

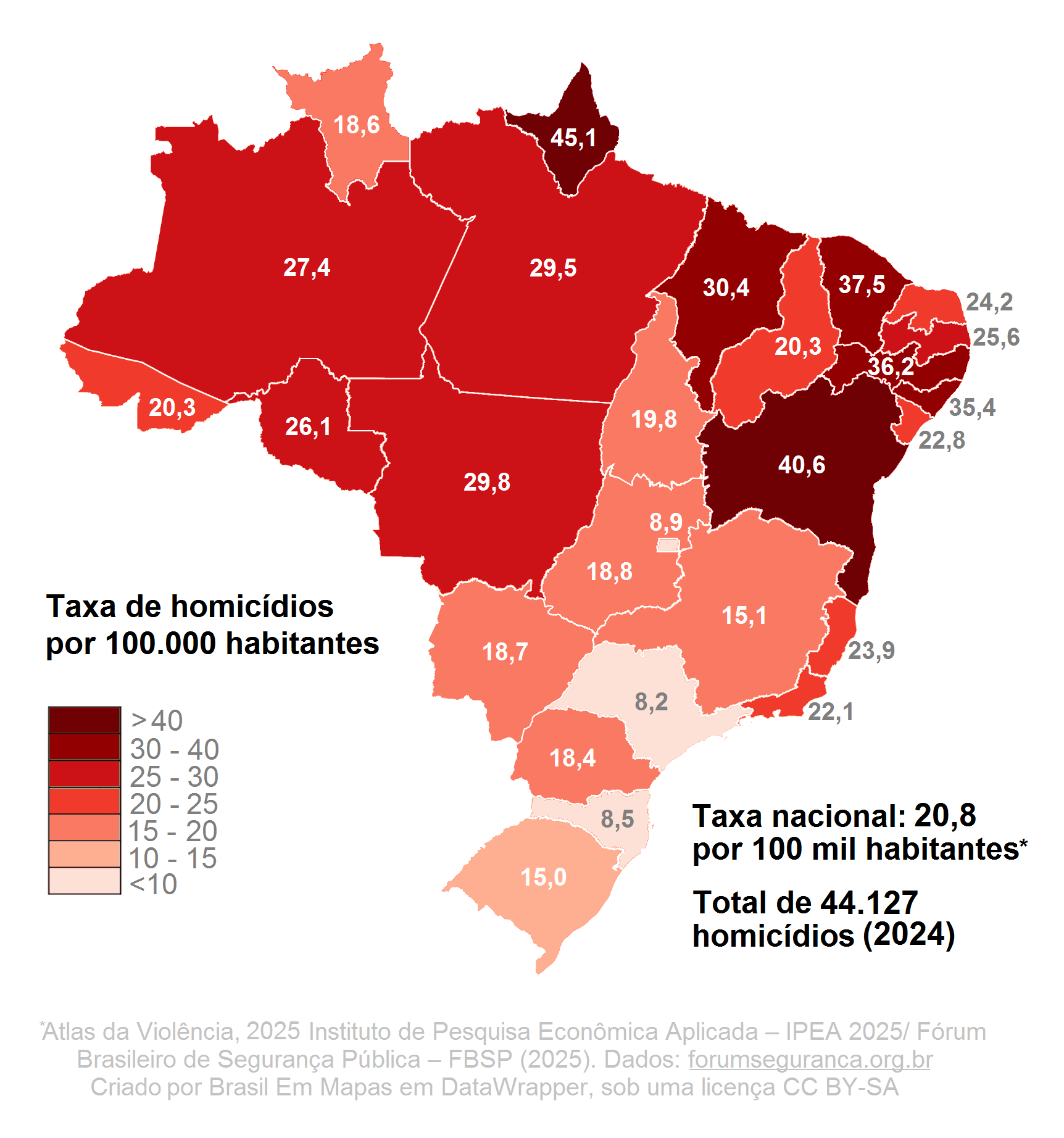
Taxa de homicídios por estados Brasileiros (por 100.000 habitantes) em 2023 de acordo com o Atlas da Violência do IPEA/ FBSP.

Além do Mapa da Violência, no Brasil são publicados ao menos outros dois estudos sobre violência no Brasil em sua versão letal. O Atlas da Violência são relatórios periódicos sobre violência e assassinatos no país. Seus dados são relativos a dois anos antes da data de publicação (por exemplo, o de 2018 se referiu ao de 2016). Eles são elaborados a partir de laudos médicos de declaração de óbito, que são registrados no Sistema de Informações sobre Mortalidade (SIM), do Ministério da Saúde. Além dele, há o Anuário do Brasileiro de Segurança Pública, divulgado pelo Fórum Brasileiro de Segurança Pública. Este contabiliza, por outro lado, a violência letal com base nos registros feitos pelas polícias em boletins de ocorrência. Fora isso, secretarias estaduais de segurança pública também publicam seus números em cada unidade da federação, entretanto, elas divergem na metodologia sobre o que considerar parte da taxa de homicídios. Por exemplo, as secretarias de São Paulo e Rio de Janeiro utilizam respectivamente o número de casos de homicídios e o número de vítimas de homicídios, o que gera números diferentes frente a chacinas, por exemplo.